# Flavoparmelia
Flavoparmelia Hale (żółtlica) – rodzaj grzybów z rodziny tarczownicowatych (Parmeliaceae). Ze względu na współżycie z glonami zaliczany jest do grupy porostów. W Polsce występuje jeden gatunek.

## Systematyka i nazewnictwo
Pozycja w klasyfikacji według Index Fungorum: Parmeliaceae, Lecanorales, Lecanoromycetidae, Lecanoromycetes, Pezizomycotina, Ascomycota, Fungi.
Nazwa polska według W. Fałtynowicza.

## Niektóre gatunki
- Flavoparmelia caperata (L.) Hale 1986 – żółtlica chropowata
- Flavoparmelia diffractaica Elix & J. Johnst. 1988
- Flavoparmelia euplecta (Stirt.) Hale 1986
- Flavoparmelia ferax (Müll. Arg.) Hale 1986
- Flavoparmelia haysomii (C.W. Dodge) Hale 1986
- Flavoparmelia haywardiana Elix & J. Johnst. 1988
- Flavoparmelia helmsii (Kurok. & Filson) Hale 1986
- Flavoparmelia kantvilasii Elix 1993
- Flavoparmelia norfolkensis Elix & Streimann 1989
- Flavoparmelia proeuplecta Elix & J. Johnst. 1988
- Flavoparmelia rutidota (Hook. f. & Taylor) Hale 1986
- Flavoparmelia scabrosina Elix & J. Johnst. 1988
- Flavoparmelia secalonica Elix & J. Johnst. 1988
- Flavoparmelia soredians (Nyl.) Hale 1986
- Flavoparmelia springtonensis (Elix) Hale 1986
- Flavoparmelia succinprotocetrarica Elix & J. Johnst. 1988

Nazwy naukowe na podstawie Index Fungorum. Uwzględniono tylko gatunki zweryfikowane. Nazwy polskie według checklist W. Fałtynowicza.